# Motta d’Affermo

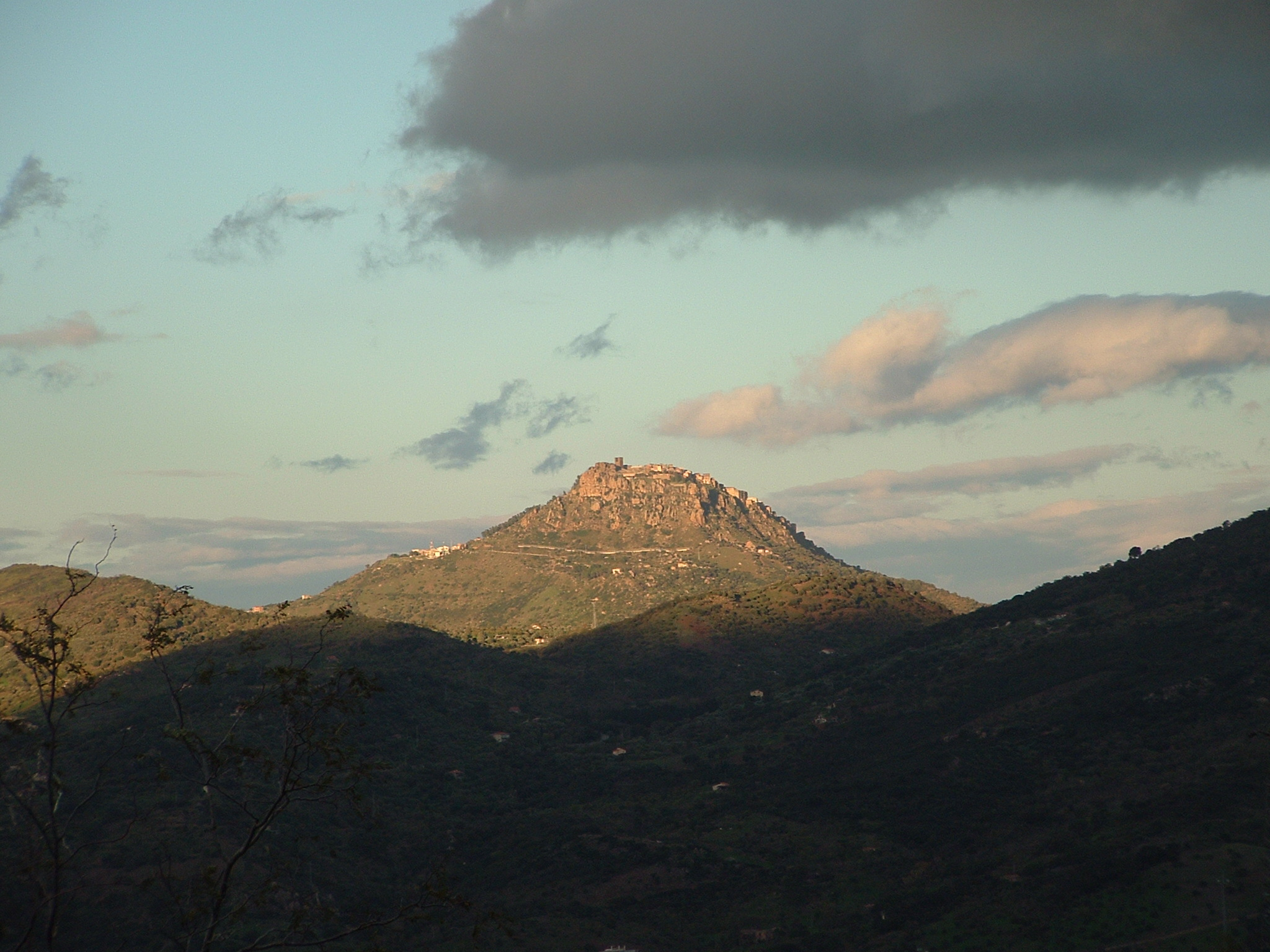
Panorama von Motta d’Affermo

Motta d’Affermo ist eine Stadt der Metropolitanstadt Messina in der Region Sizilien in Italien mit 654 Einwohnern (Stand 31. Dezember 2023).

## Lage und Daten
Motta d’Affermo liegt 148 km westlich von Messina und 99 km östlich von Palermo. Die Einwohner arbeiten hauptsächlich in der Landwirtschaft und der Forstwirtschaft. Die nächste Autobahnanschlussstelle ist Tusa an der Autostrada A20 und liegt 13 km von Motta d’Affermo entfernt.
Zu den Ortsteilen gehört Torremuzza. Die Nachbargemeinden sind Pettineo, Reitano und Tusa.

## Geschichte
Erstmals besiedelt wurde der Ort in nachrömischer und byzantinischer Zeit um das 8. Jahrhundert. Der Ort hieß zu dieser Zeit Motta di Sparto (nach Oberto de Sparto, um 1266) und auch Motta dei Punici. Motta steht dabei in der Sprache der Phönizier für Festung. Ab 1270 unterstand der Ort Hugues de Brusa, einem französischen Söldner, ab 1272 Dreuv de Lazabard. Von 1296 bis 1344 regierte die Familie Chiaramonte. Von 1380 bis 1452 nannte sich die Gemeinde Motta de Fermo (nach Muccio di Fermo). Der heute Name entstammt der Familie der Affermo (Muzio oder Mario D’Affermo) und entstand im 15. Jahrhundert, als diese den Ort von den Ventimiglia übernahm. 1557 ging das Lehen an Vincenzo Bonaiuto (auch Vincenzo Bonajuto), 1607 an Modesto Gambacurta, der vom Marchese da Filippo III eingesetzt wurde. Gregorio Castelli kaufte das Lehen 1633, von da an blieb es für die nächsten zwei Jahrhunderte im Besitz der Familie. Nachdem 1812 das Lehenswesen abgeschafft wurde, entstand die Gemeinde Motta d’Affermo. 1844 wechselte der Ort vom Bistum Cefalù zum Bistum Patti. Die Einwohnerzahlen verringerten sich durch Emigration seit 1881 kontinuierlich. Der Ort hatte 1881 noch 2448 Einwohner, zurzeit sind es nur noch 859.

## Sehenswürdigkeiten
- Castello, um 1260 erbaute Burg, die 1380 erweitert wurde.
- Maria SS. degli Angeli, Chiesa Madre, 1380 errichtete Kirche, die 1647 erweitert wurde. 1706 wurde die Cappella del Crocifisso eingeweiht, 1712 das Presbyterium.
- Chiesa di San Luca, 1538 entstandene und nach dem Schutzpatron benannte Kirche.
- Chiesa di San Rocco, nach dem Schutzpatron benannte Kirche aus dem Jahr 1657. Das Haupttor entstammt dem Jahr 1697, Querschiff und Kuppel den Jahren 1712 bis 1716. Fassade und Campanile wurden 1776 fertiggestellt.
- Chiesa di Sant’Antonio Abate, 1549 entstandene Kirche